# Ilondapatak
Ilondapatak település Romániában, Szilágy megyében.

## Fekvése
Nagyilondától északkeletre, Tordavilma és Nagyilonda közt, egy erdős hegyektől körülvett szűk völgyben, a Sásza és Tordavilma felől jövő patak partján és egyesülésénél fekvő település.

## Története
Nevét az oklevelek 1571-ben említették először Dolha néven.
1590-ben Ilondapataka, 1598-ban Dolhafalva, 1609-ben Ilondapataka néven írták.
A település Csicsóvárához tartozott, s valamikor 1553-1571 közötti években keletkezhetett, mivel az 1556 évi összeírásban neve még nem fordult elő.
1570-ben II. János király Kővár urának, Hagymási Kristófnak adta, mint Csicsóvár tartozékát.
1599-ben is Kővár tartozékának írták. Ekkor kenéze Slem András volt.
1603-ban Báthory Gábor fejedelem volt Ilondapatak birtokosa.
1624-ben Bornemisza Lászlóé volt, majd 1626-ban Bethlen Gábor fejedelem a Kővárhoz tartozó birtokot Cselényi Farkasnak adta.
1647-ben Cselényi Farkas leánya Erzsébet Kamuthi Miklós özvegye és néhai fia János gyermekei Farkas és Zsuzsanna közt osztották kétfelé.
1672-ben Szamosfalvi Mikola Zsigmondot írták birtokosának.
1688-ban I. Apafi Mihály a Mikoláktól elvett birtokot Teleki Mihálynak adományozta, s a Teleki család tagjaié volt még az 1800-as évek végén is. A Telekiek mellett az Ujfalvi családnak is volt itt birtokrésze.
1831-ben Ilondapataknak 188 lakosa volt.
1886-ban 204 lakost számoltak itt össze, melyből 193 görögkatolikus, 11 zsidó volt.
1891-ben 237 lakosából 226 görögkatolikus, 11 izraelita volt.
Az 1800-as évek végének adatai szerint Ilondapatak lakói románok, kik földművelésből, baromfitenyésztésből éltek, és mellékessen mészégetéssel foglalkoztak.
Erdélyi fajta szarvasmarhát és juhot tenyésztettek. Terményeik: "tengeri", zab, kerti vetemények, kevés őszi- és tavaszi búza. Gyümölcseik: szilva és almafélék voltak.
Táplálékuk búza- és "tengeri"-kenyér, tejfélék voltak. Öltözetüket házilag állították elő.
Lakásuk egy szoba, konyha vagy pitvar, boronából építve, szalma- és zsindelyfedéllel fedve.
Ilondapatak a trianoni békeszerződés előtt Szolnok-Doboka vármegye Nagyilondai járásához tartozott.

## Nevezetességek
- Görögkatolikus templomát 1854-ben kezdték építeni. 1874-ben Mihály és Gábor arkangyalok tiszteletére szentelték fel. Harangjai is ez évből valók. Anyakönyvet 1826-tól vezetnek.